# 天使之吻
天使之吻 （英語：Angel's kiss）是基于可可利口酒的鸡尾酒，酒精濃度约为19至21度。白色的奶油上面的樱桃犹如天使留下的吻痕而得名。这是一款源于日本的鸡尾酒，而在英语圈，Angel's kiss 通常是指由不同特定密度的烈酒和利口酒堆叠而成的分层风格的鸡尾酒。